# Gellentrop
Gellentrop ist ein wüst gefallener Ort im Raum Schmallenberg im Hochsauerlandkreis (Nordrhein-Westfalen).
Der Ort lag etwa 1,8 km oberhalb von Oberfleckenberg, dort wo die Gellmecke in den Latropbach mündet. Der Edelherr Johann von Bilstein stiftete 1335 dem Kloster Grafschaft aus seinen Gütern zu Gelintrop und Westwich für seinen verstorbenen Vater ein Jahresgedächtnis. Nach den Messhafenregistern von 1495 und 1515 bestand er aus mindestens sieben Höfen, deren genauer Standort nicht überliefert ist. Mindestens drei von ihnen waren Bilsteiner Freigüter. Im Jahre 1576 waren nach Angaben in Prozessakten nur noch wenige Mauerreste erhalten. Der größte Teil der Gellentroper Ländereien wurde 1490 von Schmallenberger Bürgern, die Gellentroper Höfelinge genannt wurden, bewirtschaftet, andere Teile wurden mit Höfen in Fleckenberg vereinigt. Der Ort war zu der Zeit schon Wüstung.
Der Ort ist wie viele andere Orte im späten Mittelalter dem großen Wüstungsprozess zum Opfer gefallen. Es hat sich dabei wohl um einen schleichenden, langsamen Vorgang gehandelt.  Der Untergang dieser stadtnahen Siedlung ist vermutlich mit der Entwicklung des städtischen Mittelpunktes von Schmallenberg verbunden. Ein weiterer Grund waren Pestepidemien und das Bedürfnis der Bewohner, in der Stadt Schutz zu suchen.